# Francisco de Craywinckel
Francisco de Craywinckel y Hunneus (Cartagena de Indias, Virreinato de Nueva Granada, 1713-Barcelona, España, 1772) fue un noble y tratadista español, caballero de la Orden de Santiago y ministro consejero en los primeros gobiernos del rey Carlos III. 

## Biografía
Francisco de Craywinckel nació en el seno de una destacada familia, perteneciente a la nobleza belga, al servicio de la monarquía hispánica. Fue el primogénito de Bartolomé de Craywinckel y de Maeyer, señor de Sombehe y Landeghem y gobernador de la provincia de Yucatán, nacido en Amberes; y de Juana Paula Hunneus, hija de Gil Hunneus, señor de Boyeghen. Su hermano José fue gobernador y capitán general de la provincia de Sonoroa y Sinaloa; y el otro de sus hermanos, Manuel, fue capitán de las Reales Guardias de Infantería. Su única hermana, María Francisca, contrajo matrimonio en Cartagena de Indias con Juan de Álvarez-Cuevas y Banquero, oficial de la Real Armada. Todos los hijos del matrimonio nacieron en Cartagena de Indias, donde se asentó Bartolomé de Craywinckel como contador de la Real Hacienda y "veedor de la gente de guerra”, durante el primer gobierno del rey Felipe V. Allí, los Craywinckel también poseían importantes haciendas territoriales. 
A diferencia de sus hermanos, que optaron por la carrera militar, Francisco de Craywinckel se centró en el de los negocios comerciales, no solo en las Indias, sino también en Cataluña, donde tuvo intereses en su pujante industria textil. 
En 1745 recibió, junto a sus dos hermanos José y Manuel, el hábito de caballero de la Orden de Santiago.
Francisco de Craywinckel fue tratadista económico y miembro, desde 1757, de la Junta General de Comercio y Moneda. Ya su padre, Bartolomé de Craywinckel, escribió unos apuntes sobre el comercio ilícito en los puertos americanos. Por su parte, Francisco de Craywinckel, elaboró un Discurso sobre la ventaja que España podía sacar a raíz de la pérdida de La Habana, escrito en 1762, y presentada al ministro Ricardo Wall, en Madrid, el 12 de noviembre de dicho año. En él se hace una comparación entre Inglaterra y España, apuntando a la necesidad de que el gobierno español adoptase las normas inglesas en cuanto a la industria, la agricultura, el uso de las diferentes artes e incluso la forma de administración de las colonias. 
También se le reconoce la autoría de un memorial sobre el comercio del trigo que fue enviado al ministro Esquilache en septiembre de 1761. En 1763 escribió un Discurso sobre si convienía abrir sin limitaciones todos los puertos de España al comercio con las Indias. 
En 1764 fue llamado por el ministro Esquilache a participar en la comisión encargada de diseñar la primera reforma que liberalizó el comercio colonial y asimismo recibió el encargó de la Junta de Comercio de realizar una exhaustiva «instrucción» en «materias de comercio», que su quebrada salud le impidió finalizar.
Francisco de Craywinckel permaneció vinculado a la Junta hasta su fallecimiento en 1772 en Barcelona, donde residía desde 1767 junto a su hermano Manuel, en la finca convertida actualmente en los Jardines de la Tamarita.